# Egide Walschaerts
Egide Walschaerts (n. 21 ianuarie 1820 la Mechelen - d. 18 februarie 1901) a fost un inginer mecanic belgian, cunoscut pentru inventarea (în 1844) unui dispozitiv de distribuție cu valvă care îi poartă numele și este utilizat la locomotivele cu abur.
O locomotivă construită la Tubize și înzestrată cu acest dispozitiv a fost medaliată cu aur la Expoziția Universală de la Viena din 1873.